# کامنکا (بلغارستان)
کامنکا (به بلغاری: Kamenka) یک منطقهٔ مسکونی در بلغارستان است که در شهرستان کروموفگراد واقع شده‌است.